# Guadua angustifolia
Espèce
Guadua angustifolia est une espèce de plantes monocotylédones de la famille des Poaceae (graminées), famille des Bambusoideae originaire des régions tropicales d'Amérique. Ce sont des bambous cespiteux de grande taille, dont les chaumes peuvent atteindre 30 mètres de haut et 20 cm de diamètre, naturellement présents du Sud du Mexique au nord de l'Argentine, mais qui ont été introduits dans d'autres régions du monde : Bangladesh, Chine, Inde, etc.
Guadua angustifolia est le bambou qui est de loin le plus utilisé en Amérique latine. Ses chaumes longs et robustes, assez résistants pour être surnommés acero vegetal (« acier végétal ») en Amérique hispanique, sont utilisés traditionnellement pour la construction d'habitations, de ponts, ainsi que pour la fabrication de meubles. Il sert aussi de matière première pour l'industrie, notamment  pour la production de pâte à papier et de planches en lamellé-collé.

## Taxinomie

### Synonymes
Selon Catalogue of Life (16 novembre 2017) :
- Arundarbor guadua (Bonpl.) Kuntze
- Bambos aculeata (E.Fourn.) Hitchc.
- Bambusa aculeata (E.Fourn.) Hitchc.
- Bambusa aculeata Caldas, nom. nud.
- Bambusa guadua Bonpl.
- Bambusa inermis Caldas
- Guadua aculeata E.Fourn.
- Guadua aculeata var. liebmanniana E.G.Camus
- Guadua angustifolia var. bicolor Londoño
- Guadua angustifolia var. nigra Londoño
- Guadua inermis E.Fourn.
- Guadua intermedia E.Fourn.
- Nastus guadua (Bonpl.) Spreng.

### Liste des sous-espèces et variétés
Selon Tropicos (16 novembre 2017) (Attention liste brute contenant possiblement des synonymes) :
- sous-espèce Guadua angustifolia subsp. angustifolia
- sous-espèce Guadua angustifolia subsp. chacoensis (Rojas Acosta) S.M. Young & Judd
- variété Guadua angustifolia var. angustifolia
- variété Guadua angustifolia var. bicolor Londoño
- variété Guadua angustifolia var. nigra Londoño